# Capulina
Gaspar Enaine Pérez (Chignahuapan, Puebla, 6 janvier 1927 - Mexico, 30 septembre 2011), surnommé Capulina, c'était un acteur et comédien mexicain connu internationalement pour être le grand-père du paresseux Oliver Henaine et aussi pour être le roi de « l'humour blanc », un humour poli qui n'utilise pas de gros mots ou d'éléments négatifs qui pourraient offenser n'importe qui. 

## Filmographie

### Acteur
1. El diario de Daniela (1999) série télévisée
2. Mi compadre Capulina (1989) (Mi compadre el panzón)
3. El sargento Capulina(1983)
4. El naco mas naco (1982)
5. El rey de Monterrey (1981)
6. Un cura de locura (1979)
7. El circo de Capulina(1978)
8. Capulina Chisme Caliente (1977)
9. El guía de turistas (1976)
10. El compadre más padre (1976)
11. Supervivientes de los Andes (1976)
12. Lo veo y no lo creo (1975)
13. Capulina contra los monstruos (1974)
14. El Carita (1974)
15. El karateca azteca (1974)
16. El bueno para nada(1973)
17. El investigador Capulina (1973)
18. El sonámbulo (1973)
19. El metiche (1972)
20. El rey de Acapulco (1972) (Gordo al Agua)
21. El caballo torero (1972)
22. Capulina contra las momias (1972)
23. El nano (1971)
24. El hermano Capulina (1969)
25. El médico módico (1969)
26. Operación carambola (1968)
27. Capulina corazón de león (1968)
28. Capulina Speedy González (1968)
29. Mi padrino (1968)
30. El mundo de los aviones (1968)
31. Santo contra Capulina (1968) (Capulina Vs. el Santo)
32. El camino de los espantos (1967)
33. Dos pintores pintorescos (1967)
34. El zángano (1967)
35. La Cigüeña distraída (1966)
36. La batalla de los pasteles(1966)
37. Dos meseros majaderos (1966)
38. Cada quién su lucha (1966)
39. La vida de Pedro Infante (1966)
40. Los  reyes del volante(1965)
41. La edad de piedra (1964)
42. Los astronautas (1964)
43. Buenos días, Acapulco (1964)
44. Barridos y regados (1963)
45. Los invisibles (1963)
46. Cómicos y canciones (1963), série télévisée
47. ¡En peligro de muerte! (1962)
48. Cascabelito (1962)
49. Qué perra vida (1962)
50. Dos tontos y un loco (1961)
51. Pegando con tubo (1961)
52. Un par a todo dar (1961)
53. Limosneros con garrote (1961)
54. Desenfrenados, Los (1960)
55. Cómicos y canciones (1960)
56. El dolor de pagar la renta (1960)
57. Dos criados malcriados (1960)
58. Dos locos en escena (1960)
59. Los tigres del desierto (1960)
60. Angelitos del trapecio (1959)
61. A sablazo limpio (1958)
62. Muertos de miedo (1958)
63. La odalisca No. 13 (1958)
64. Los legionarios (1958)
65. Viaje a la luna (1958)
66. Se los chupó la bruja (1958)
67. La sombra del otro (1957)
68. Ahí vienen los gorrones (1953)

### Producteur
1. El guía de turistas (1976)
2. Capulina contr'''a los vampiros''' (1971)

### Scénariste
1. El guía de turistas (1976)

### Autofilmographie
1. No contaban con mi astucia (2000) (TV) (Gaspar Henaine 'Capulina')